# Anoplophora asuanga
Anoplophora asuanga är en skalbaggsart som beskrevs av Schultze 1923. Anoplophora asuanga ingår i släktet Anoplophora och familjen långhorningar.
Artens utbredningsområde är Filippinerna. Inga underarter finns listade i Catalogue of Life.